# Mogli (Sängerin)

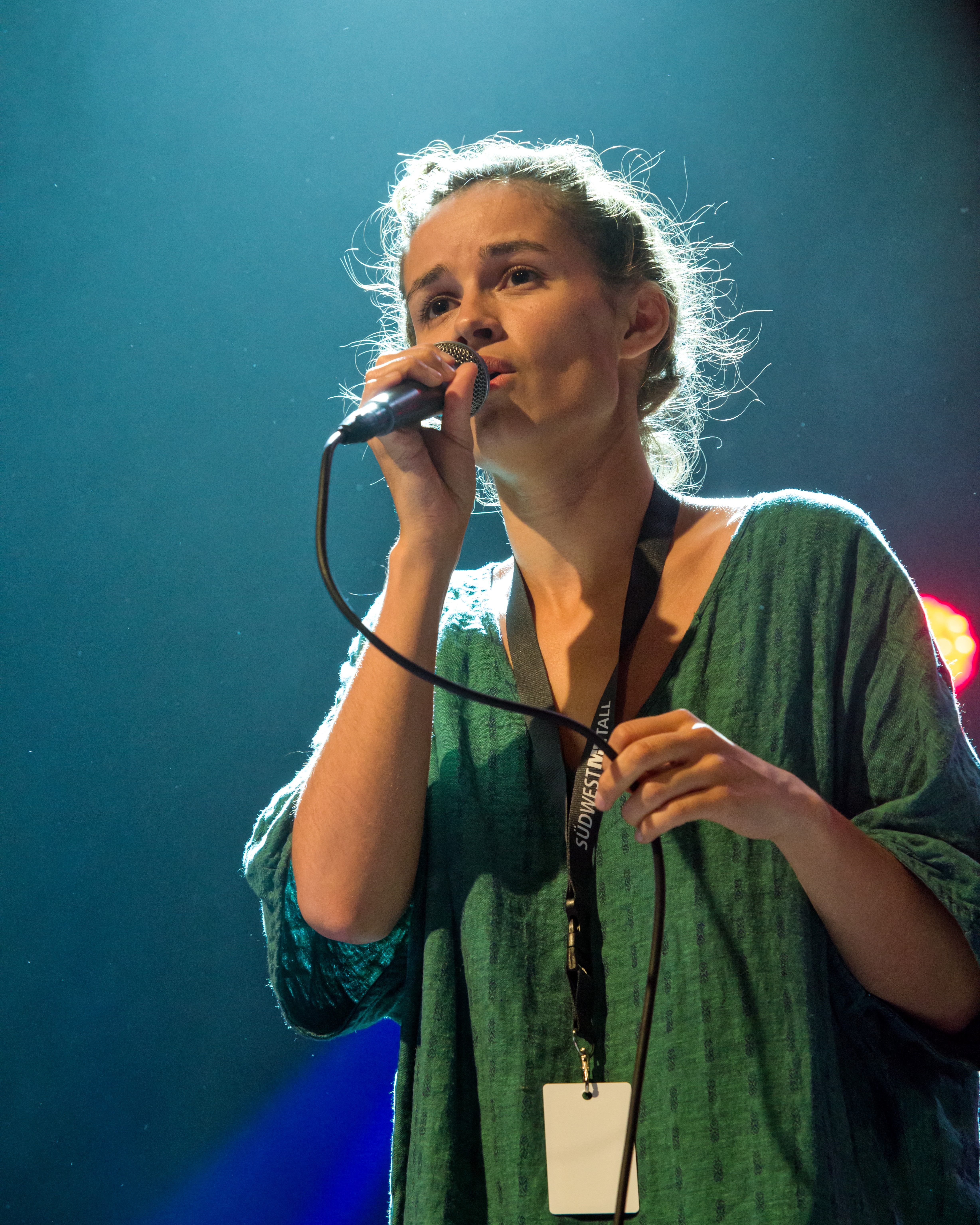
Mogli beim Zelt-Musik-Festival 2017

Mogli (* 1994 als Selima Taibi  in Frankfurt am Main) ist eine deutsche Sängerin und Songwriterin.

## Leben
Selima Taibis Mutter kommt aus Deutschland, ihr Vater aus Algerien. Mit elf Jahren sang sie im Kinderchor der Frankfurter Oper.
Im Jahr 2012 war sie Kandidatin (damals noch als Selima Taibi) in der zweiten Staffel von The Voice of Germany (ProSieben). Drei Jahre später nahm sie unter dem Künstlernamen Mogli ihr Debüt-Album auf, das mit dem VUT Indie Award als beste Newcomerin prämiert wurde. Das Album hatte sie über Crowdfunding finanziert.
Zwei Jahre später reiste sie mit ihrem damaligen Freund in einem umgebauten Schulbus durch Amerika. Von der Reise der beiden erzählt der Film Expedition Happiness. Der Soundtrack dieses Filmes wurde auf ihrem zweiten Album Wanderer veröffentlicht.

## Filmografie
- 2017: Expedition Happiness
- 2022: Ravage

## Auszeichnungen
- 2016: VUT Indie Award als beste Newcomerin[3] (vergeben vom Verband unabhängiger Musikunternehmen)
- 2021: About You Award in der Kategorie Style